# 조선로동당 중앙검사위원회

조선로동당의 구조

조선로동당 중앙검사위원회(朝鮮勞動黨中央檢査委員會)는 조선민주주의인민공화국의 지도 정당인 조선로동당의 재정과 경리 사업을 검사하는 기구이다. 당규약 제29조에 의해 당의 재정·경리사업을 검사하는 권한을 갖고 있으며, 당규약 제21조에 의해 위원은 당대회에서 선거하도록 규정되어 있다. 1948년 3월 제2차 당대회에서 처음 창설되었다. 

## 조직 구성
- 위원장: 정상학
- 부위원장: 박태덕, 리히용
- 위원: 리경철, 박광식, 박광웅, 전태수, 정인철, 김성철, 장기호, 강윤석, 우상철, 장광봉, 김광철, 오동일[2]

## 역대 위원장
- 리봉수 : ? ~ 1967년 3월?
- 리락빈 : 1980년 10월 ~ 1997년 4월 30일
- 김창수 : 2010년 9월 ~ 2014년 4월
- 리승호 : 2014년 4월 ~ 2014년 8월
- 최승호 : 2014년 10월? ~
- 정상학 : 2021년 1월 ~ 2022년 6월
- 김재룡 : 2022년 6월 ~ 현재